# Daniel Harding
Daniel Harding, född 31 augusti 1975 i Oxford, är en brittisk orkesterdirigent och trafikpilot. Han har dirigerat på många olika ställen i världen, bland annat i Australien och på La Scala i Milano i Italien. Mellan 2007 och 2025 var han chefsdirigent för Sveriges Radios symfoniorkester.

## Biografi
Han började sin musikaliska bana som elev vid Chetham's School of Music. Han var redan som 13-åring medlem av the National Youth Orchestra i England. Som 17-åring tog han kontakt med Simon Rattle i Birmingham och skickade denne ett band med musik inspelad av en grupp musiker som Daniel Harding samlat kring sig. Detta ledde till att Simon Rattle anställde Harding vid the City of Birmingham Symphony Orchestra 1993–1994. 1994 började Harding sina studier vid Universitetet i Cambridge men redan efter ett år vid Cambridge blev Harding erbjuden anställning som assistent till Claudio Abbado vid Berlins Filharmoniska Orkester, Berlinerfilharmonikerna.
Daniel Harding utsågs till Sveriges Radios symfoniorkesters chefsdirigent i januari 2007 och blev även dess förste konstnärlige ledare 2019. Efter 18 år på posten som chefsdirigent lämnade han Radiosymfonikerna 2025. Hösten 2016 efterträdde han Paavo Järvi som chefsdirigent för Orchestre de Paris. År 2024 blev han chefsdirigent för Accademia nazionale di Santa Cecilia i Rom och han är även konstnärlig ledare för Youth music culture The Greater Bay Area i Kina.
Sedan början av 2000-talet är han bosatt i Frankrike.